# شانون چان-کنت
شانون چان-کنت (انگلیسی: Shannon Chan-Kent؛ زادهٔ ۲۳ سپتامبر ۱۹۸۸) بازیگر، خواننده، صداپیشه و کمدین اهل کانادا است.
از فیلم‌ها یا برنامه‌های تلویزیونی که وی در آن نقش داشته‌است، می‌توان به تماشایی!، حبس ابد، مشکل خوب، سوپرگرل، سونیک خارپشت، دایره راز و کارآگاه خوش‌خوراک اشاره کرد.